# Битва на Улі
Битва на Улі (Битва при Чашниках) — битва Лівонської війни, що відбулась 26 січня 1564 року між арміями Великого князівства Литовського та Московського царства на річці Ула, поблизу Чашників.

## Передумови
Коли посли Великого князівства Литовського, які прибули до Москви для підписання миру ще у грудні 1553 року, не знайшли порозуміння з царським двором (бо не погоджувались віддати царю Полоцьк та Лівонію) і 9 січня 1554 року покинули її, Іван IV відновив військові дії. За його наказом з Полоцька вийшла 24-тисячна армія під керівництвом князя Петра Шуйського, а з Вязьми 50-тисячна армія князів Серебряних, які мали намір з'єднатись поблизу Орші, щоб звідти вести наступ на Мінськ, Новогрудок та Вільно.

## Хід битви

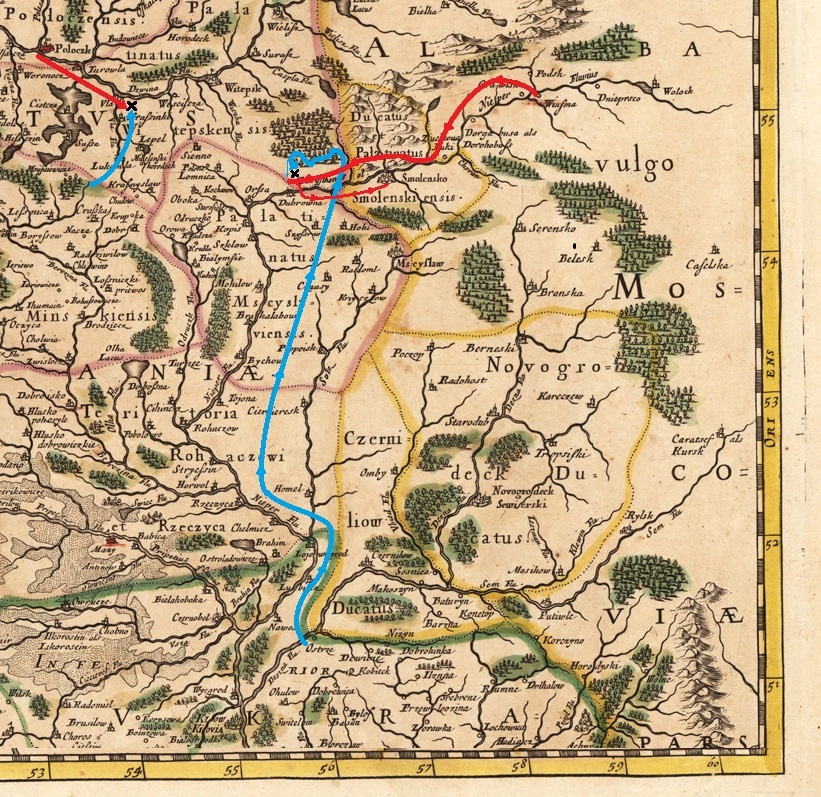
Битва на Улі

В кінці січня 23 числа 1564 року князь Петро Шуйський вийшов з Полоцька, князі Срібні-Оболенські — з Вязьми, обидва війська, з'єднавшись під Оршею, мали спільними силами вдарити на Мінськ, Новогрудок та Вільно. Їхня чисельність складала до 70000 вояків, єдина надія дати відсіч трималася на тому, щоби литвинам пощастило перетяти шляхи, не допустити об'єднання військ і розправитися окремо з обома полководцями. З цим задумом Великий гетьман литовський Миколай Радзивілл, князь у Біржаї та Дубинках, стягаючи звідусіль найбільш сміливих командирів, покликав Філона Кміту-Чорнобильського, аби мав у полі зору 50-ти тисячне військо Срібних-Оболенських, слідкував за його будь-якими маневрами та створював перепони у просуванні вперед. Сам якраз ставши на  Іванському полі, 26 січня увечері напав на Шуйського. Після кількагодинної битви, в якій ворожий командир втратив 9000 людей вбитими та полоненими, загін, словом позбавлений вантажу усього обозу, розплатився своїм життям за бійню, але ще небезпека не минула, ще за криваву перемогу довелося би заплатити кров'ю, бо Радзивілл втратив понад 4000 війська, в якому перебувало ще й 700 поранених. Князі Оболенські, які вже стояли під Оршею, щомиті усією потугою могли кинутися на литвинів і розбити їх вщент. Але незрівнянна тверезість задуму Філона Кміти вберегла їх від згуби; тому що, коли, виконуючи наказ гетьмана разом з мстиславльським воєводою Осликом та брацлавським каштеляном князем Андрієм Капустою, з двотисячним підрозділом постійно висів над Оболенськими, готовий на кожному кроці ускладнити їхнє просування, він отримує від гінця з-під  Улли радісну звістку про розбиття Шуйського, разом з листами в яких названо чисельність вбитих та полонених. Вмить в хвилину натхнення, піймав та виконав велику, єдину думку, яка безсумнівно врятувала край. Поблизу Орші знаходився замок Дубровно, який охороняла слабенька залога. Кміта склавши лист до її командира, описав в ньому отриману перемогу, долучив урядові гетьманські списки полеглих та полонених, стверджував швидке прибуття усього литовського війська, кількість якого сильно збільшив, і повідомляв про несподіваний напад на Оболенських. Вибравши трьох згодних солдат, наказав їм таємно продертися до Дубровно, лиш таким їм вказав шляхом, що безумовно мусили бути схопленими табірною вартою. Що передбачав, то й сталося, після їх захоплення прогриміла звістка про нещастя Шуйського і охопила увесь табір нечуваною тривогою, жодна сила не могла вгамувати в гіршому випадку, усе військо поголовно настовбурчилось, через це Кміта з Осликом з ближніх лісів, де заховалися зі своїм підрозділом, як грім вдарили на стривожених і переконаних, що передня охорона вже досягла їх, нестримним ударом входить і розносить всюди смерть та знищення. Наслідок перевищив будь-які сподівання, Оболенські вирішили бути заледве безпечними у фортецях Смоленська, Кміта якраз зважаючи на невелику жменьку своїх, однаково обережний та мужній, погоню від подальшого переслідування стримав і, повернувшись на попереднє становище, захопив покинутий табір, в якому знайшов переповнені 25000 возів зброї, харчів, одягу. Миттєво з полоненими та здобиччю вирушив до гетьмана і людей, доручених йому, майже без жодної втрати, повернув йому назад. Радзивілл, від'їжджаючи до короля, доручив йому, який врятував його від такої небезпеки, тимчасове керівництво над всім його військом.

## Наслідки
Перемога на Улі зірвала наступальну операцію царя і після неї військові дії носили в основному локальний характер. Кампанія 1564 року була зірвана.
Тіло Шуйського було перевезене у Вільно та поховане там зі всіма почестями.